# DDR-Meisterschaft im Straßenrennen 1982
Die DDR-Meisterschaft im Straßenrennen 1982 fand am 10. Juli in Schleiz in Thüringen statt und wurde als Eintagesrennen ausgetragen.

## Strecke
Das Rennen führte über einen Rundkurs von 7,6 Kilometern mit Start und Ziel in Schleiz und wurde in 22 Runden absolviert. Dies war die Originalstrecke des Schleizer Dreieckkurses, auf dem häufig Motorradrennen stattfanden.
Diese Strecke war 167,2 Kilometer lang und durch ein ständig wechselndes Profil sehr anspruchsvoll. Hinzu kamen hohe sommerliche Temperaturen.

## Rennverlauf
69 Radrennfahrer der DDR-Leistungsklasse sowie die besten 15 Fahrer aus den Betriebssportgemeinschaften (BSG) waren am Start, darunter alle Fahrer der DDR-Nationalmannschaft.
Bereits in der dritten Runde bildete sich eine Spitzengruppe mit Titelverteidiger Olaf Jentzsch, die zum Ende der Runde durch Nachführarbeit der Geraer Fahrer wieder eingeholt wurde. Nach der fünften Runde gab es eine neue Spitze, in der die Junioren-Weltmeister Dan Radtke, Frank Jesse und Ralf Wodynski vertreten waren. Zur Halbzeit des Rennens lagen dann Dan Radtke und Hardy Gröger mit mehr als zwei Minuten Vorsprung an der Spitze. In der vierzehnten Runde wurden Radtke und Gröger eingeholt. Zwischen der sechzehnten und neunzehnten Runde wechselten die Spitzenpositionen ständig. In der vorletzten Runde setzten sich Falk Boden und Bernd Drogan entscheidend ab. Danach folgten drei kleinere Gruppen. Die restlichen Fahrer, die das Ziel erreichten, kamen fast alle einzeln dort an. Im Finale setzte Boden sich gegen Drogan durch. Den Sprint der Verfolger gewann Martin Goetze vor dem ebenso spurtstarken Thilo Fuhrmann, der damit bester BSG-Fahrer wurde. Titelverteidiger Jentzsch kam auf den 8. Platz.
|     | Fahrer            | Verein/Ort                    | Zeit (h)       |
| --- | ----------------- | ----------------------------- | -------------- |
| 01. | Falk Boden        | ASK Vorwärts Frankfurt (Oder) | 4:26:11        |
| 02. | Bernd Drogan      | SC Cottbus                    | gleiche Zeit   |
| 03. | Martin Goetze     | SC DHfK Leipzig               | + 2:18 Minuten |
| 04. | Thilo Fuhrmann    | BSG Rotation Heidenau         | + 2:18 Minuten |
| 05. | Andreas Petermann | SC DHfK Leipzig               | + 2:18 Minuten |
| 06. | Olaf Ludwig       | SG Wismut Gera                | + 3:13 Minuten |
| 0 … |                   |                               |                |

## Weblink
- DDR-Meisterschaft im Straßenradsport in der Datenbank von Radsportseiten.com